# Dai Tamesue
Dai Tamesue (Hiroshima, Japón, 3 de mayo de 1978) es un atleta japonés, especialista en la prueba de 400 m vallas, con la que ha logrado ser dos veces medallista de bronce en los mundiales de Edmonton 2001 y Helsinki 2005.

## Carrera deportiva
En el mundial de Edmonton 2001 ganó la medalla de bronce en los 400 m vallas, quedando tras el dominicano Félix Sánchez y el italiano Fabrizio Mori.
Cuatro años más tarde, en el Mundial de Helsinki 2005 volvió a ganar el bronce en la misma prueba, con un tiempo de 48.10 que fue su mejor marca personal, quedando tras los estadounidenses Bershawn Jackson y James Carter. 